# Bo Hansson
Bo Hansson (* 10. April 1943 in Göteborg; † 23. April 2010 in Stockholm) war ein schwedischer Keyboarder und Komponist.

## Leben und Werk

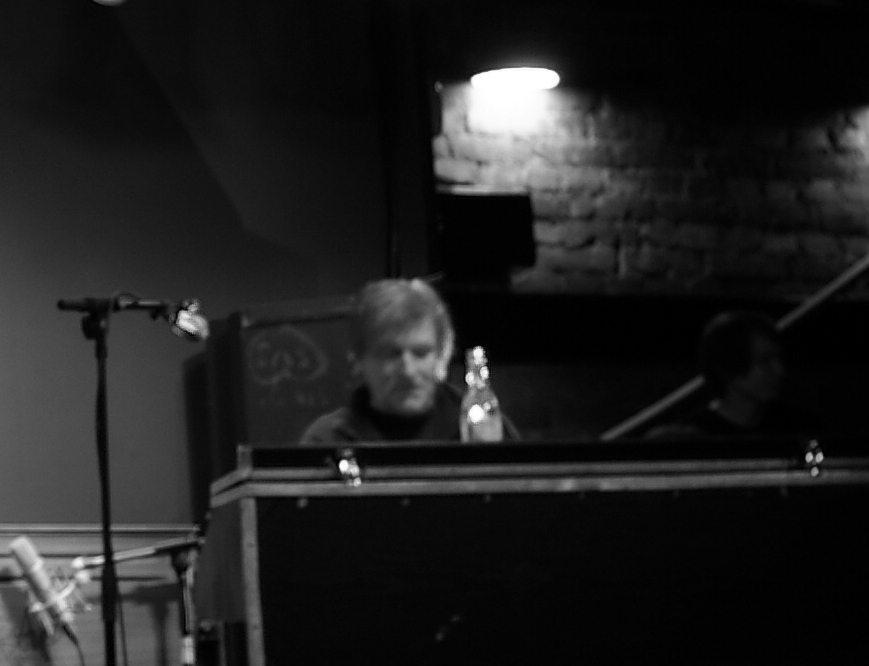
Bo Hansson live 2007

Bo (Bosse) Hansson wurde 1943 geboren. In seiner Jugend kam er nach Stockholm und wandte sich über die elektrische Gitarre der Rockmusik zu. Er tourte mit schwedischen Beat-Bands. Sein weiterer Weg führte ihn 1966 zu Gyllene Circeln, einem Jazz-Club in Stockholm. Der amerikanische Jazz-Organist „Brother Jack McDuff“ spielte dort; Hansson spielte bald auch Orgel und entwickelte autodidaktisch seinen eigenen Stil.  
Als Mitmusiker fand sich der Jazz-Drummer Jan Edvard Carlsson. Als Duo 'Hansson & Karlsson' erspielten sie sich nationale Aufmerksamkeit mit progressiver Musik in Schweden. Hansson & Karlsson tourten durch Schwedens Clubs und spielten Jam-Sessions u. a. mit Jimi Hendrix. Hendrix nahm deren Komposition „Tax Free“ in sein Repertoire auf. Das erste Tondokument von Hansson & Karlsson ist die Single 'Lidingö Airport' vom Frühjahr 1967.
Das Duo produzierte zwischen 1967 und 1969 die Alben Rex, Monument und Man At The Moon.
Man At The Moon von 1969 ist eine Art Konzeptalbum zwischen Jazz und Underground mit psychedelischen Elementen, welches wohl das bekannteste und erfolgreichste Album des Duos ist, da es die erste Mondlandung 1969 thematisierte. Teile des Funkverkehrs mit Neil Armstrong wurden auf dem Album verwendet.
Wegen unterschiedlicher künstlerischer Interessen beendeten 
Hansson und Carlsson ihre Zusammenarbeit. 
1969 kam Bo Hansson, inspiriert von Tolkiens Buch Der Herr der Ringe, auf die Idee, eine Musik dazu zu komponieren. Er wandte sich an den Toningenieur Anders Lind, der das Plattenlabel Silence Records gegründet hatte. Die Aufnahmen entstanden in einem Ferienhaus auf einer Insel in der Nähe Stockholms auf einer transportablen 8-Spur-Tonbandmaschine.
Mit Lord of the Rings (Sagan Om Ringen) entstand 1970 sein erstes eigenes und zugleich bekanntestes Album. Nach einer langen Anlaufzeit wurde es schließlich 1972, ein Jahr vor Mike Oldfields 'Tubular Bells', in England und Europa mit großem andauerndem Erfolg veröffentlicht. Neben Schweden, Europa, USA oder Neuseeland gab es Auflagen des Albums in Südafrika, Australien und Brasilien. International wurden 59 Versionen des Albums gezählt. Sagan Om Ringen ist ein Instrumental-Album, das in zumeist elegischen, traumverhangenen Bildern eine Atmosphäre des Geheimnisvollen, Fantastischen schafft. Im Sendebereich des WDR war The Black Riders aus dem Album als Titelmusik von Winfrid Trenklers Sendung Radiothek am Donnerstag bekannt. 
1973 erschien Magician's Hat (Ur Trollkarlens Hatt), ein komplexes Fusion-Album mit Anleihen bei Jazz und Folk und skandinavisch anmutenden und mystischen Elementen.
1975 erschien mit Attic Thoughts (Mellanväsen) ein Album, welches etwas rockiger ist und in Teilen den Fantasyroman Watership Down thematisiert.
1977 erschien mit Watership Down (El Ahrairah) ein Konzeptalbum, das im Ganzen den gleichnamigen Roman (dt. Unten am Fluss) zum Thema hat.
Allen vier Alben ist ein abwechslungsreicher Stil gemeinsam. Auf seinen Alben greift der Multi-Instrumentalist Bo Hansson (Orgel, Synthesizer, Gitarre, Bass, spezielle Effekte) u. a. auf folgende Musiker zurück: Rune Carlsson (Schlagzeug), Kenny Hakansson (elektr. Gitarre), Jöran Lagerberg (Bass), Gunnar Bergsten (Saxophon) und Rolf Scherrer (akustische Gitarre).
Ende der 1970er Jahre wurde bei Bo Hansson eine schwere, nicht heilbare Krankheit diagnostiziert, über die er nichts Näheres bekannt werden ließ. Das führte zu einem mehr oder weniger umfassenden Rückzug ins Privatleben. 
1985 veröffentlichte Hansson noch das Album Mitt I Livet. Mehr unscheinbare Popmusik als Instrumentalwerk und in einer kleinen, auf Schweden beschränkten Auflage produziert, blieb diese Arbeit weitgehend unbeachtet. In den letzten Jahren arbeitete Bo Hansson mit dem Organisten Eric Malmberg unter dem Namen Dubbelorganisterna zusammen.
Live-Auftritte mit Bo Hansson, der als scheu galt, waren zu Zeiten seiner Soloalben extrem rar und auch später hat es, bis auf eine oder zwei Ausnahmen, keine Auftritte mehr gegeben.

## Diskographie

### Hansson & Karlsson
- 1967: Lidingö Airport (Single)
- 1967: Monument (LP)
- 1968: Rex (Live-Album)
- 1969: Man At The Moon (LP)
- 1970: Gold
- 1998: Hansson & Karlsson (Sampler)
- 2010: For People in Love 67-68 (frühe Studio- und Live-Aufnahmen)

### Solo
- 1970: Sagan Om Ringen (schwedischer Titel)
- 1972: Music Inspired by Lord of the Rings (internationaler Titel)
- 1972: Ur Trollkarlens Hatt (schwedischer Titel)
- 1973: Magician's Hat (internationaler Titel)
- 1975: Mellanväsen (schwedischer Titel)
- 1975: Attic Thoughts (internationaler Titel)
- 1977: El Ahrairah (schwedischer Titel)
- 1977: Music Inspired By Watership Down (internationaler Titel)
- 1981: American Engineered (Music Inspired By Watership Down, amerikanischer Mix, der laut dem Büro von Bo Hansson nicht auf CD erscheinen darf) (US LP)
- 1985: Mitt I Livet (vermutlich nur in Schweden)

### Dubbelorganisterna (with Eric Malmberg)
- 2024 Volym 1 (schwedischer Titel)